# Ephemera (insecto)

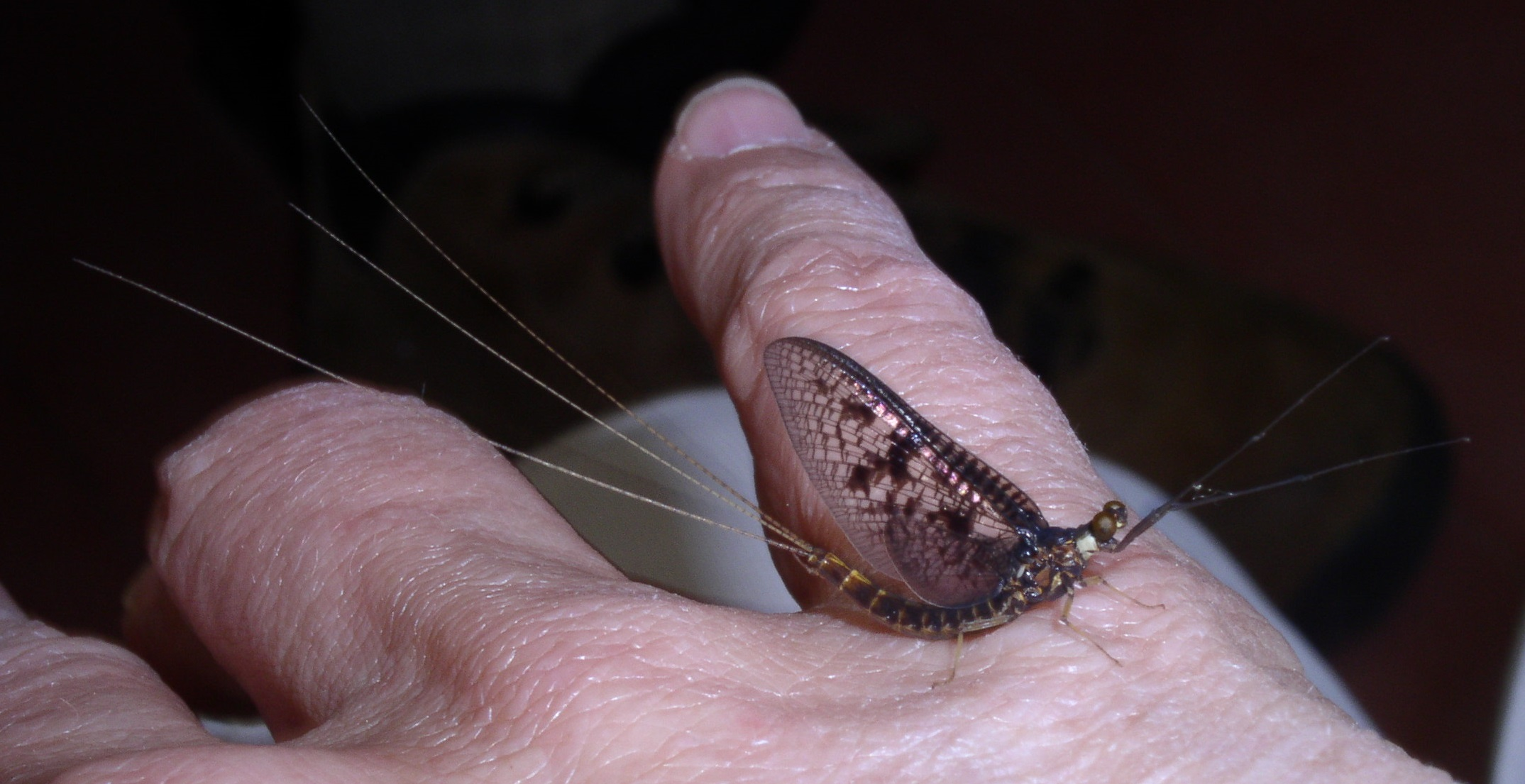
Ephemera simulans macho

Ephemera es un género de insectos efemerópteros con más de 50 especies pertenecientes a la familia Ephemeridae, familia que incluye los conocidos como efímeras o cachipollas.

## Especies
- Ephemera annandalei
- Ephemera blanda
- Ephemera brunnea
- Ephemera compar
- Ephemera consors
- Ephemera danica
- Ephemera diffusa
- Ephemera distincta
- Ephemera duporti
- Ephemera expectans
- Ephemera formosana
- Ephemera fulvata
- Ephemera glaucops
- Ephemera guttulata
- Ephemera hainanensis
- Ephemera hasalakensis
- Ephemera hellenica
- Ephemera hongjiangensis
- Ephemera immaculata
- Ephemera jianfengensis
- Ephemera kirinensis
- Ephemera lankensis
- Ephemera lineata
- Ephemera mccaffertyi
- Ephemera mooiana
- Ephemera nadinae
- Ephemera nathani
- Ephemera orientalis
- Ephemera parnassiana
- Ephemera postica
- Ephemera pramodi
- Ephemera pulcherrima
- Ephemera purpurata
- Ephemera remensa
- Ephemera romantzovi
- Ephemera rufomaculata
- Ephemera sachalinensis
- Ephemera sauteri
- Ephemera serica
- Ephemera simulans
- Ephemera soanica
- Ephemera spilosa
- Ephemera supposita
- Ephemera transbajkalica
- Ephemera traverae
- Ephemera varia
- Ephemera vulgata
- Ephemera wanquanensis
- Ephemera wuchowensis
- Ephemera yaoshani
- Ephemera zettana